# Tepuihyla rodriguezi
Tepuihyla rodriguezi är en groddjursart som först beskrevs av Juan A. Rivero 1968.  Tepuihyla rodriguezi ingår i släktet Tepuihyla och familjen lövgrodor. IUCN kategoriserar arten globalt som otillräckligt studerad. Inga underarter finns listade i Catalogue of Life.